# Marco Vidal
Marco Antonio Vidal Amaro (el 21 de febrero de 1986 en Dallas, Texas, Estados Unidos), es un futbolista profesional naturalizado mexicano.
Ha estado en equipos como el Club Deportivo Guadalajara, Tigres de la Universidad Autónoma de Nuevo León e Indios de Ciudad Juárez y el Club León. Actualmente juega en el Liga MX con Tiburones Rojos de Veracruz.

## Selección nacional
Ha sido internacional con la Selección de fútbol de Estados Unidos Sub-17.

## Clubes
| Club                             | País   | Año           |
| -------------------------------- | ------ | ------------- |
| Indios de Ciudad Juárez          | México | 2007-2009     |
| CF Pachuca                       | México | 2010          |
| Club León                        | México | 2011-2012     |
| Lobos BUAP                       | México | 2012-2014     |
| Mineros de Zacatecas             | México | 2014-2015     |
| Atlético San Luis                | México | 2015-2016     |
| Club Tiburones Rojos de Veracruz | México | 2016-Presente |